# Cypripedium flavum
Cypripedium flavum es una especie de orquídea de las denominadas zapatilla de dama del género Cypripedium, dentro de la familia Orchidaceae. 

## Descripción
Es una planta que alcanza un tamaño de 30-50 cm de altura, con un fuerte, y por lo general bastante corto rizoma. Tallo erecto, densamente pubescente, especialmente cerca de los nodos superiores, con varias vainas en la base y 3-6 hojas por encima. Las hoja son elípticas a elíptico-lanceoladas, de 10-16 × 4-8 cm, ambas superficies pubescentes, poco ciliado, el ápice agudo o acuminado. Inflorescencia terminal, con 1 - o rara vez 2 flores, pedúnculo pubescente; brácteas florales foliáceas, elíptico-lanceoladas, de 4-8 x 1,8-2,3 cm, pubescentes; pedicelo y el ovario 2.5-4 cm. Flores de color amarillo, a veces teñida de rojo o enrojecidas, en ocasiones con manchas marrones en el labio. Sépalo dorsal elíptico a ampliamente elíptico,  de 3-3,5 x 1,5-3 cm, nervio central y la base abaxial escasamente puberulentos. Pétalos oblongos a oblongo-lanceolados,  poco ciliado, ápice obtuso, labio profundamente en bolsa, globoso-elipsoide. El fruto en cápsula obovoide, de 3.5-4.5 cm, peluda. Fl. y fr. Junio-septiembre. Tiene un número de cromosomas de 2 n = 20 *.

## Distribución y hábitat
Se encuentra en los bosques, márgenes de bosques, matorrales, pastizales en lugares pedregosos, a una altitud de 1800-3500 metros, en Gansu, Hubei (Fangxian), Sichuan, Xizang y Yunnan en China.

## Taxonomía
Cypripedium flavum fue descrita por P.F.Hunt & Summerh. y publicado en Kew Bulletin 20(1): 51. 1966.
Etimología
El nombre del género viene de « Cypris», Venus, y de "pedilon" = "zapato" ó "zapatilla" en referencia a su labelo inflado en forma de zapatilla.
flavum; epíteto que significa "amarillo".
Sinonimia
- Cypripedium luteum Franch. (1888) basónimo[4][5]